# فیچبرگ (ویسکانسین)
فیچبرگ، ویسکانسین  (به انگلیسی: Fitchburg) شهری در شهرستان دین ایالت ویسکانسین است که در سال ۱۹۸۳ بنیان‌گذاری شده‌است. این شهر طبق سرشماری سال ۲۰۱۰ میلادی ۲۵٬۲۶۰ نفر جمعیت داشته‌است.